# Andre Birleanu
Andre Birleanu (nacido el 7 de agosto de 1982 en Moscú) es un modelo ruso, principalmente conocido por haber participado en el reality show Los más inteligentísimos modelos.

## Primeros años
Birleanu nació en Moscú y fue criado parcialmente en Rumania, siendo el único hijo de dos diplomáticos; Vladimir Simonov y Carmen Birleanu. Su padre es un abogado ruso. Su madre rumana, fallecida, solía trabajar en las Naciones Unidas en la ciudad de Nueva York. Birleanu llegó a Nueva York en 1996, invitado por su madre en busca de una nueva vida y de una mejor educación. Fue aceptado en el colegio de abogados John Jay College of Criminal Justice, con la esperanza de seguir los pasos de su padre en la ley internacional, como psicólogo forense. En su segundo año fue descubierto por Calvin French, el, por ese entonces, director artístico de Boss Models NY. Birleanu se casó con su novia de toda la vida, Alessandra Fiore, el 14 de noviembre de 2007. Al mes siguiente, la pareja se enteró de que esperaban un hijo.

## Carrera

### Modelaje
Las agencias de Birleanu son Boss Models, en Nueva York; Next Models, en Miami y Los Ángeles; Ford Models, en Chicago; MRA Models, en Bucarest; y M4 Models, en Hamburgo.

### Controversia
Andre fue polémico en el reality show, siendo un competidor agresivo; otra consursante, Mandy Lynn, lo describió como un "sujeto agresivo y dogmático". En octubre de 2007, Andre fue acusado por acoso sexual y acoso agravado denunciado por una actriz de 19 años, cargos que negó. Según la aplicación de la ley publicada en New York Post, él "ha estado preso en media docena de cárceles desde 2000, acusado por cargos que incluyeron agresiones, acosos, comportamiento criminal y allanamiento de morada".